# Rhynchopyga subochrea
Rhynchopyga subochrea là một loài bướm đêm thuộc phân họ Arctiinae, họ Erebidae.